# Nati nel 1996/Dicembre
| Questa pagina contiene informazioni ricavate automaticamente dalle voci biografiche con l'ausilio del template Bio e di un bot. L'aggiornamento è periodico e automatico e ricostruisce completamente la pagina. Se manca una persona in questa lista, sei pregato di non aggiungerla, ma accertati piuttosto che la sua voce biografica contenga il template Bio e che i dati anagrafici siano correttamente compilati. Se il template Bio manca, inseriscilo tu stesso o, in alternativa, metti l'avviso {{tmp\|Bio}} che ne segnala la mancanza. Se i dati riportati sono sbagliati, correggi direttamente la voce biografica; le modifiche saranno visibili in questa lista entro pochi giorni. Per chiarimenti vedi il progetto biografie. La lista contiene solo le 366 persone che sono citate nell'enciclopedia e per le quali è stato implementato correttamente il template Bio. Pagina aggiornata al 18 ago 2025. |

- 1º dicembre - Andrezinho, calciatore portoghese
- 1º dicembre - Jan-Phillip Bombek, giocatore di football americano tedesco
- 1º dicembre - Stella Chesang, mezzofondista, fondista di corsa in montagna e maratoneta ugandese
- 1º dicembre - Chiara Di Battista, ex ginnasta italiana
- 1º dicembre - Reign Edwards, attrice, cantante e modella statunitense
- 1º dicembre - Patrick Feurstein, sciatore alpino austriaco
- 1º dicembre - Nathalie Gröbli, ex sciatrice alpina svizzera
- 1º dicembre - Emmanuel Gyamfi, calciatore ghanese
- 1º dicembre - Weini Kelati, mezzofondista eritrea
- 1º dicembre - Vesel Limaj, calciatore tedesco
- 1º dicembre - Bachir Mahamat, velocista ciadiano
- 1º dicembre - Pongsakorn Paeyo, atleta paralimpico thailandese
- 1º dicembre - Zoë Straub, cantante, compositrice e attrice austriaca
- 1º dicembre - Ignácio da Silva Oliveira, calciatore brasiliano
- 2 dicembre - Anita Alvarez, sincronetta statunitense
- 2 dicembre - Jordan Barrett, modello australiano
- 2 dicembre - Mitchel Cave, cantante, musicista e produttore discografico australiano
- 2 dicembre - Sam Cosgrove, calciatore inglese
- 2 dicembre - Deyonta Davis, cestista statunitense
- 2 dicembre - Rodrigo Diego López, tuffatore messicano
- 2 dicembre - Juan Cruz González, calciatore argentino
- 2 dicembre - André Dae Kim, attore canadese
- 2 dicembre - John Korir, maratoneta keniota
- 2 dicembre - Max Lemke, canoista tedesco
- 2 dicembre - Daniela Movileanu, scacchista italiana
- 2 dicembre - Brayan Rovira, calciatore colombiano
- 2 dicembre - Anes Rušević, calciatore serbo
- 2 dicembre - Austin Tilghman, cestista statunitense
- 3 dicembre - Tigist Assefa, mezzofondista e maratoneta etiope
- 3 dicembre - Agnes Chow, attivista e politica hongkonghese
- 3 dicembre - Dajana Dengscherz, ex sciatrice alpina austriaca
- 3 dicembre - Martín García García, pianista spagnolo
- 3 dicembre - Ewa Pajor, calciatrice polacca
- 3 dicembre - Marin Pilj, calciatore croato
- 3 dicembre - Tan Jiaxin, ginnasta cinese
- 3 dicembre - Michael Verrips, calciatore olandese
- 3 dicembre - Abbey Weitzeil, nuotatrice statunitense
- 4 dicembre - James Clugnet, fondista britannico
- 4 dicembre - Birnir Snær Ingason, calciatore islandese
- 4 dicembre - Diogo Jota, calciatore portoghese († 2025)
- 4 dicembre - Corenthyn Lavie, calciatore francese
- 4 dicembre - Marco Lukka, calciatore estone
- 4 dicembre - Kristiine Miilen, pallavolista estone
- 4 dicembre - Tete Morente, calciatore spagnolo
- 4 dicembre - Achraf Moutii, judoka marocchino
- 4 dicembre - Dar'ja Svatkovskaja, ex ginnasta russa
- 4 dicembre - Illja Sydorov, cestista ucraino
- 4 dicembre - Sebastián Vegas, calciatore cileno
- 4 dicembre - Broderick Washington Jr., giocatore di football americano statunitense
- 4 dicembre - Diogo de Oliveira Barbosa, calciatore brasiliano
- 4 dicembre - Urška Žigart, ciclista su strada slovena
- 5 dicembre - Sergi Aragonès, hockeista su pista spagnolo
- 5 dicembre - Nysier Brooks, cestista statunitense
- 5 dicembre - Oreste Cavuto, pallavolista italiano
- 5 dicembre - Holly Edmondston, pistard e ciclista su strada neozelandese
- 5 dicembre - Oliver Grob, pattinatore di velocità su ghiaccio svizzero
- 5 dicembre - Sterling Hofrichter, giocatore di football americano statunitense
- 5 dicembre - Iuri Lomadze, lottatore georgiano
- 5 dicembre - Rebecca Lonedo, mezzofondista italiana
- 5 dicembre - Amour Loussoukou, calciatore congolese (Repubblica del Congo)
- 5 dicembre - Mauricio Vieyto, giocatore di beach volley uruguaiano
- 5 dicembre - Kevin o Chris, cantante brasiliano
- 6 dicembre - Davide Calabria, calciatore italiano
- 6 dicembre - Esin Hakaj, calciatore albanese
- 6 dicembre - Yūshi Hasegawa, calciatore giapponese
- 6 dicembre - Than Paing, calciatore birmano
- 6 dicembre - Logan Routt, cestista statunitense
- 6 dicembre - Stefanie Scott, attrice e cantante statunitense
- 6 dicembre - Ann Skelly, attrice irlandese
- 7 dicembre - Marisa Abela, attrice britannica
- 7 dicembre - Pedro Guedes, giocatore di calcio a 5 brasiliano
- 7 dicembre - Stepan Kur'janov, ciclista su strada russo
- 7 dicembre - Lee Da-bin, taekwondoka sudcoreana
- 7 dicembre - Leonardo Mantelli, rugbista a 15 italiano
- 7 dicembre - Miguel Rodrigues, calciatore svizzero
- 7 dicembre - Gabrielle Thomas, velocista statunitense
- 7 dicembre - Oshane Ximines, giocatore di football americano statunitense
- 8 dicembre - Hafiq Azmi, pilota motociclistico malese
- 8 dicembre - William Christmas, cestista statunitense
- 8 dicembre - Maximilian Eggestein, calciatore tedesco
- 8 dicembre - Oussama Hellal Berrouane, triatleta e nuotatore algerino
- 8 dicembre - Vanessa Kasper, sciatrice alpina svizzera
- 8 dicembre - Simone Marino, karateka italiano
- 8 dicembre - Scott McTominay, calciatore inglese
- 8 dicembre - Javohir Sidiqov, calciatore uzbeko
- 8 dicembre - Chiara Teocchi, mountain biker e ciclocrossista italiana
- 8 dicembre - Joe Williams, calciatore inglese
- 9 dicembre - Kyle Connor, hockeista su ghiaccio statunitense
- 9 dicembre - Brandon Gilbeck, cestista statunitense
- 9 dicembre - Dewan Hernandez, cestista statunitense
- 9 dicembre - Haywood Highsmith, cestista statunitense
- 9 dicembre - Raivis Jurkovskis, calciatore lettone
- 9 dicembre - Ryūho Kikuchi, calciatore giapponese
- 9 dicembre - Cédric Kipré, calciatore francese
- 9 dicembre - Leah Lewis, attrice statunitense
- 9 dicembre - Pol Moya, mezzofondista andorrano
- 9 dicembre - Monty Patterson, calciatore neozelandese
- 9 dicembre - Joan Lluís Pons, nuotatore spagnolo
- 9 dicembre - AleXa, cantante e ballerina statunitense
- 9 dicembre - Vadim Sharlaimov, schermidore kazako
- 9 dicembre - Mykayla Skinner, ex ginnasta statunitense
- 9 dicembre - Pepijn Smits, nuotatore olandese
- 10 dicembre - Suleiman Abdullahi, calciatore nigeriano
- 10 dicembre - Joe Burrow, giocatore di football americano statunitense
- 10 dicembre - Dong Bing, saltatrice con gli sci cinese
- 10 dicembre - Thomas Doret, attore belga
- 10 dicembre - Christian Gatto, cestista italiano
- 10 dicembre - Kang Daniel, cantante sudcoreano
- 10 dicembre - Roli Pereira de Sa, calciatore francese
- 10 dicembre - Klaudia Periša, cestista croata
- 10 dicembre - Ambra Pochero, calciatrice italiana
- 10 dicembre - Brandon Polk, giocatore di football americano statunitense
- 10 dicembre - Valentina Sampaio, modella e attrice brasiliana
- 10 dicembre - Ayano Satō, pattinatrice di velocità su ghiaccio giapponese
- 10 dicembre - Farouk Shikalo, calciatore keniota
- 10 dicembre - Jonas Vingegaard, ciclista su strada danese
- 10 dicembre - Isaiah Wynn, giocatore di football americano statunitense
- 11 dicembre - Albert Arenas, pilota motociclistico spagnolo
- 11 dicembre - Yasemin Can, mezzofondista e maratoneta turca
- 11 dicembre - Brendan Casey, nuotatore statunitense
- 11 dicembre - Jack Griffo, attore statunitense
- 11 dicembre - Johanna Matintalo, fondista finlandese
- 11 dicembre - Eliza McCartney, astista neozelandese
- 11 dicembre - Nate Renfro, cestista statunitense
- 11 dicembre - Zakaria Sanogo, calciatore burkinabé
- 11 dicembre - Ásgeir Sigurgeirsson, calciatore islandese
- 11 dicembre - Hailee Steinfeld, attrice e cantante statunitense
- 11 dicembre - Jessica-Bianca Wessolly, velocista tedesca
- 12 dicembre - Oliver Askew, pilota automobilistico statunitense
- 12 dicembre - Miguel Bernardeau, attore spagnolo
- 12 dicembre - Djihad Bizimana, calciatore ruandese
- 12 dicembre - Pierre Cornud, calciatore francese
- 12 dicembre - Simone D'Ambrosio, tiratore a volo italiano
- 12 dicembre - Jeff Gladney, giocatore di football americano statunitense († 2022)
- 12 dicembre - Irene Guerrero, calciatrice spagnola
- 12 dicembre - Lucas Hedges, attore statunitense
- 12 dicembre - Jonah Koech, mezzofondista keniano
- 12 dicembre - Sylwia Lipka, cantante polacca
- 12 dicembre - Mohamed Mara, calciatore guineano
- 12 dicembre - Duccio Marsili, pattinatore di velocità in-line italiano
- 12 dicembre - Leandro Onetto, calciatore uruguaiano
- 12 dicembre - Marwa Loud, cantante francese
- 12 dicembre - Giulia Schiavo, attrice italiana
- 12 dicembre - Stefan Velkov, calciatore bulgaro
- 12 dicembre - Elisa Wong, attrice e modella italiana
- 13 dicembre - Yhoan Andzouana, calciatore congolese (Repubblica del Congo)
- 13 dicembre - Giuseppe Angelino, kickboxer italiano
- 13 dicembre - Maxime Do Couto, calciatore francese
- 13 dicembre - Varvara Flink, tennista russa
- 13 dicembre - Aurora Galli, calciatrice italiana
- 13 dicembre - Megan Gustafson, cestista statunitense
- 13 dicembre - Townley Haas, ex nuotatore statunitense
- 13 dicembre - Tamás Kenderesi, nuotatore ungherese
- 13 dicembre - Aïssa Laïdouni, calciatore francese
- 13 dicembre - Sergio Martín, ex ciclista su strada spagnolo
- 13 dicembre - Naoki Mizunuma, nuotatore giapponese
- 13 dicembre - Nijal Pearson, cestista statunitense
- 13 dicembre - Nicolai Rapp, calciatore tedesco
- 13 dicembre - August Raskie, pallavolista statunitense
- 13 dicembre - Isaiah Reese, cestista statunitense
- 13 dicembre - Vincent Riendeau, tuffatore canadese
- 13 dicembre - Marek Rodák, calciatore slovacco
- 13 dicembre - Pascal Rüegg, giocatore di football americano svizzero
- 13 dicembre - Nino Serdarušić, tennista croato
- 13 dicembre - Masae Tsuchiya, fondista giapponese
- 13 dicembre - Asja Zenere, sciatrice alpina italiana
- 14 dicembre - Hamdan Al-Shamrani, calciatore saudita
- 14 dicembre - Myles Amine, lottatore sammarinese
- 14 dicembre - Raphinha, calciatore brasiliano
- 14 dicembre - Willian Maranhão, calciatore brasiliano
- 14 dicembre - Barbie Ferreira, attrice e modella statunitense
- 14 dicembre - Andrew Hudson, velocista statunitense
- 14 dicembre - Arelya Karasoy, pallavolista turca
- 14 dicembre - Bojan Nešić, giocatore di football americano serbo
- 14 dicembre - Renato Paratore, golfista italiano
- 14 dicembre - Tutti Fenomeni, cantautore, rapper e attore italiano
- 14 dicembre - Benjamin Voisin, attore francese
- 15 dicembre - Willie Britto, calciatore ivoriano
- 15 dicembre - Artёm Archipov, calciatore russo
- 15 dicembre - Jenifer Brening, cantante e rapper tedesca
- 15 dicembre - Brian Cufré, calciatore argentino
- 15 dicembre - Loren Jackson, cestista statunitense
- 15 dicembre - Meriton Korenica, calciatore kosovaro
- 15 dicembre - Anabel Medina Ventura, velocista dominicana
- 15 dicembre - Elijah Mitrou-Long, cestista canadese
- 15 dicembre - Maurice Multhaup, calciatore tedesco
- 15 dicembre - Tommy Stevens, giocatore di football americano statunitense
- 15 dicembre - Sənan Süleymanov, lottatore azero
- 15 dicembre - Oleksandr Zinčenko, calciatore ucraino
- 16 dicembre - Joel Adams, cantautore e produttore discografico australiano
- 16 dicembre - Felix Auböck, nuotatore austriaco
- 16 dicembre - Eleanna Christinakī, cestista cipriota
- 16 dicembre - Yeami Dunia, calciatore sierraleonese
- 16 dicembre - Michael Kedman, calciatore trinidadiano
- 16 dicembre - Samir Nabi, calciatore pakistano
- 16 dicembre - Wilfred Ndidi, calciatore nigeriano
- 16 dicembre - Andrew Pocrnic, giocatore di football americano canadese
- 16 dicembre - Sergio Reguilón, calciatore spagnolo
- 16 dicembre - Cristian Aparicio Gómez, giocatore di calcio a 5 spagnolo
- 16 dicembre - Anton Smol'ski, biatleta bielorusso
- 17 dicembre - David Benavidez, pugile messicano
- 17 dicembre - Kungs, disc jockey francese
- 17 dicembre - Anton Dudčenko, biatleta ucraino
- 17 dicembre - Amin Esmaeilnezhad, pallavolista iraniano
- 17 dicembre - Paul Falk, musicista, attore e doppiatore tedesco
- 17 dicembre - Fasma, rapper e cantautore italiano
- 17 dicembre - Rominigue Kouamé, calciatore ivoriano
- 17 dicembre - João Menezes, tennista brasiliano
- 17 dicembre - Thirdy Ravena, cestista filippino
- 17 dicembre - Olivier Thill, calciatore lussemburghese
- 17 dicembre - Elizaveta Tuktamyševa, pattinatrice artistica su ghiaccio russa
- 17 dicembre - Easop Winston, giocatore di football americano statunitense
- 18 dicembre - Caileigh Filmer, canottiera canadese
- 18 dicembre - Robert Franks, cestista statunitense
- 18 dicembre - Patrik Karlsson Lagemyr, ex calciatore svedese
- 18 dicembre - Aleksandra Kowalczuk, taekwondoka polacca
- 18 dicembre - Jack Simpson, calciatore inglese
- 18 dicembre - Brice Wembangomo, calciatore della Repubblica Democratica del Congo
- 19 dicembre - Alan Acosta, calciatore messicano
- 19 dicembre - Bianca Del Balzo, pallamanista italiana
- 19 dicembre - Mouctar Diakhaby, calciatore francese
- 19 dicembre - Abdeslam Hili, atleta paralimpico marocchino
- 19 dicembre - Shuaibu Ibrahim, calciatore nigeriano
- 19 dicembre - Franck Kessié, calciatore ivoriano
- 19 dicembre - Kyōsuke Matsuyama, schermidore giapponese
- 19 dicembre - Sandrine Mauron, calciatrice svizzera
- 19 dicembre - Jake Wesley Rogers, cantante, musicista e cantautore statunitense
- 20 dicembre - Ben Barnicoat, pilota automobilistico britannico
- 20 dicembre - Jarrod Bowen, calciatore inglese
- 20 dicembre - Lassina Dao, ex calciatore ivoriano
- 20 dicembre - Jon Elmore, cestista statunitense
- 20 dicembre - Filippa Kviten, lunghista cipriota
- 20 dicembre - Olivia Fotopoulou, velocista cipriota
- 20 dicembre - Mathias Honsak, calciatore austriaco
- 20 dicembre - Joe Jackson, giocatore di football americano statunitense
- 20 dicembre - Marko Kvasina, calciatore austriaco
- 20 dicembre - Alassane Ndao, calciatore senegalese
- 20 dicembre - Babacar Niasse, calciatore senegalese
- 20 dicembre - Bryce Perkins, giocatore di football americano statunitense
- 20 dicembre - Abraham Toro, giocatore di baseball canadese
- 20 dicembre - Frane Vojković, ex calciatore croato
- 21 dicembre - Barry Brown, cestista statunitense
- 21 dicembre - Ben Chilwell, calciatore inglese
- 21 dicembre - Kaitlyn Dever, attrice statunitense
- 21 dicembre - Stephen Eustáquio, calciatore canadese
- 21 dicembre - Isabella Fidjeland, ex sciatrice alpina norvegese
- 21 dicembre - Slavik Galstyan, lottatore armeno
- 21 dicembre - Noboru Hasegawa, cestista giapponese
- 21 dicembre - Ashe 22, rapper algerino
- 21 dicembre - Rashard Odomes, cestista statunitense
- 21 dicembre - Pape Ousmane Sakho, calciatore senegalese
- 21 dicembre - Yuan Xinyue, pallavolista cinese
- 22 dicembre - Nkem Akaraiwe, cestista nigeriana
- 22 dicembre - Bashar Resan, calciatore iracheno
- 22 dicembre - Óscar Cabezas, calciatore colombiano
- 22 dicembre - Caroline Hériaud, cestista francese
- 22 dicembre - Maik Kotsar, cestista estone
- 22 dicembre - Mackenzie Little, giavellottista australiana
- 22 dicembre - Cosme Mavoungou, calciatore congolese (Repubblica del Congo)
- 22 dicembre - Ludwig Simon, attore tedesco
- 23 dicembre - Alexis Alégué, calciatore camerunese
- 23 dicembre - Lara Baars, atleta paralimpica olandese
- 23 dicembre - Fawaaz Basadien, calciatore sudafricano
- 23 dicembre - Fabio Gerli, calciatore italiano
- 23 dicembre - Lydia Hiernickel, fondista svizzera
- 23 dicembre - Bartosz Kapustka, calciatore polacco
- 23 dicembre - Lele, cantautore italiano
- 23 dicembre - Marten Liiv, pattinatore di velocità su ghiaccio estone
- 23 dicembre - Omar Ngandu, calciatore burundese
- 23 dicembre - Michael Oguine, cestista statunitense
- 23 dicembre - Felix Ritzinger, ciclista su strada, pistard e ciclocrossista austriaco
- 23 dicembre - Makoto Sakaguchi, attore giapponese
- 23 dicembre - Melvin Twellaar, canottiere olandese
- 24 dicembre - Khalil Ahmad, cestista statunitense
- 24 dicembre - Kendija Aparjode, slittinista lettone
- 24 dicembre - Emanuel Cecchini, calciatore argentino
- 24 dicembre - Tavrion Dawson, cestista statunitense
- 24 dicembre - Niko Guardado, attore statunitense
- 24 dicembre - Kenny Molly, ciclista su strada belga
- 24 dicembre - Emondre Rickman, cestista statunitense
- 24 dicembre - Martyna Wiankowska, calciatrice polacca
- 25 dicembre - David Atanga, calciatore ghanese
- 25 dicembre - Jerome Baker, giocatore di football americano statunitense
- 25 dicembre - Romário Baldé, calciatore guineense
- 25 dicembre - Jesús Bernal, calciatore spagnolo
- 25 dicembre - Emiliano Buendía, calciatore argentino
- 25 dicembre - Tim Erlandsson, calciatore svedese
- 25 dicembre - Laura Künzler, pallavolista svizzera
- 25 dicembre - Anthony Mandréa, calciatore francese
- 25 dicembre - Abdullah Sediqi, taekwondoka afghano
- 25 dicembre - Gabriel Vaccari, pallavolista brasiliano
- 26 dicembre - Omar Alderete, calciatore paraguaiano
- 26 dicembre - Gus Greensmith, pilota di rally britannico
- 26 dicembre - Marin Jakoliš, calciatore croato
- 26 dicembre - Farid Ouédraogo, calciatore burkinabè
- 26 dicembre - Katja Riem, politica svizzera
- 26 dicembre - Dominika Strumilo, pallavolista belga
- 26 dicembre - Leodán Torrealba, triplista venezuelano
- 27 dicembre - Ife Josh Ajayi, cestista nigeriano
- 27 dicembre - Moussa Bakayoko, calciatore ivoriano
- 27 dicembre - Eleonora Cunsolo, calciatrice italiana
- 27 dicembre - Zac Cuthbertson, cestista statunitense
- 27 dicembre - Marcus Grate, fondista svedese
- 27 dicembre - Timon Haugan, sciatore alpino norvegese
- 27 dicembre - Jae Head, attore statunitense
- 27 dicembre - Cedric Itten, calciatore svizzero
- 27 dicembre - J.J. Koski, giocatore di football americano statunitense
- 27 dicembre - Dejan Kovačević, cestista tedesco
- 27 dicembre - Yuliana Martínez, pallavolista portoricana
- 27 dicembre - Jacob Mendy, calciatore gambiano
- 27 dicembre - Jean Patry, pallavolista francese
- 27 dicembre - Iebe Swers, calciatore belga
- 27 dicembre - Bruno Wilson, calciatore portoghese
- 28 dicembre - Johan Brattberg, calciatore svedese
- 28 dicembre - Santiago Briñone, calciatore argentino
- 28 dicembre - Ewerton Paixão da Silva, calciatore brasiliano
- 28 dicembre - Wilfried Eza, calciatore ivoriano
- 28 dicembre - Cody Ford, giocatore di football americano statunitense
- 28 dicembre - Nicola Olyslagers, altista australiana
- 28 dicembre - Jurij Natarov, ex ciclista su strada kazako
- 28 dicembre - Tanguy Ndombele, calciatore francese
- 28 dicembre - Uchenna Nwosu, giocatore di football americano statunitense
- 28 dicembre - Aleksandr Soldatenkov, calciatore russo
- 28 dicembre - Tarō Sugimoto, calciatore giapponese
- 28 dicembre - Ruon Tongyik, calciatore australiano
- 28 dicembre - Edgar Tur, calciatore estone
- 28 dicembre - Beto da Silva, calciatore peruviano
- 29 dicembre - Deishuan Booker, cestista statunitense
- 29 dicembre - Jules Burnotte, ex biatleta canadese
- 29 dicembre - Arthur Cissé, velocista ivoriano
- 29 dicembre - Carlos Miguel Coronel, calciatore brasiliano
- 29 dicembre - Kendra Dahlke, pallavolista e allenatrice di pallavolo statunitense
- 29 dicembre - Óscar Estupiñán, calciatore colombiano
- 29 dicembre - Roberto Gallinat, cestista statunitense
- 29 dicembre - Diego García, calciatore uruguaiano
- 29 dicembre - Ryan Mikesell, cestista statunitense
- 29 dicembre - Dylan Minnette, attore, musicista e cantante statunitense
- 29 dicembre - Anna Rupprecht, saltatrice con gli sci tedesca
- 29 dicembre - Jonathan Torres, calciatore argentino
- 30 dicembre - Diego Aravena, calciatore cileno
- 30 dicembre - Zack Baun, giocatore di football americano statunitense
- 30 dicembre - Mireia Benito, ciclista su strada spagnola
- 30 dicembre - Latif Blessing, calciatore ghanese
- 30 dicembre - Stephanie Del Valle, modella portoricana
- 30 dicembre - Charlie Dempsey, wrestler britannico
- 30 dicembre - Pablo Galdames Millán, calciatore cileno
- 30 dicembre - Raúl Guti, calciatore spagnolo
- 30 dicembre - Moussa Koné, calciatore senegalese
- 30 dicembre - Jojo Macari, attore e musicista inglese
- 30 dicembre - Victoria Majekodunmi, cestista francese
- 30 dicembre - Loum N'Diaye, calciatore senegalese
- 30 dicembre - Matheus Aiás, calciatore brasiliano
- 30 dicembre - Ilta, cantante finlandese
- 30 dicembre - Justus Strelow, biatleta tedesco
- 30 dicembre - Marko Vučić, calciatore montenegrino
- 31 dicembre - JJ Arcega-Whiteside, giocatore di football americano spagnolo
- 31 dicembre - Aleksandr Bol'šunov, fondista russo
- 31 dicembre - Carlton Davis, giocatore di football americano statunitense
- 31 dicembre - Moustapha Diaw, calciatore mauritano
- 31 dicembre - Jessica Klimkait, judoka canadese
- 31 dicembre - Felix Leitner, biatleta austriaco
- 31 dicembre - Raniele, calciatore brasiliano
- 31 dicembre - Tobias Schröck, calciatore tedesco
- 31 dicembre - Jimmy Suárez, calciatore spagnolo
- 31 dicembre - Kyle Sweet, ex giocatore di football americano statunitense
- 31 dicembre - Nicolas Szerszeń, pallavolista francese